# Часовенская (Медвежьегорский район)
Часовенская (фин. Tsasoveskaja) — упразднённая деревня (урочище) на территории современного Шуньгского сельского поселения Медвежьегорского района Республики Карелия Российской Федерации. В 1997 году была поставлена на учёт как комплексный памятник истории и культуры (историческое поселение) XVII века, однако в 2019 году приказ был отменён.

## История
Деревня относилась к Кажемскому обществу Шунгской волости Повенецкого уезда. По данным переписи 1873 года в деревне было 4 двора, в которых жило 22 человека. Имелось кожевенное заведение. К 1905 году население в деревне увеличилось на 7 человек. В деревне было 6 лошадей, 14 коров и 20 голов прочего скота.
По данным переписи 1926 года в деревне было 5 хозяйств, в которых проживало 43 человека (21 мужчина, 22 женщины, все русские). В ходе реформы 1927 года деревня оказалась в составе Кажемского сельсовета Шуньгского района, а после реформы 1930 года — Заонежского района. К 1935 году население деревни сократилось до 35 человек (19 мужчин, 16 женщин).

## География
Расположена на Заонежском полуострове в юго-западной части Повенецкого залива Онежского озера на берегу Кефтеньгубы.

## Достопримечательности
В деревне находился объект культурного наследия федерального значения — деревянная часовня в честь Варвары-великомученницы, датируемая второй половиной XVIII века. Часовня относилась к клетскому типу малых деревянных храмов Заонежья, сохранившихся в настоящее время лишь в нескольких деревнях. В результате пожара 25 ноября 2012 года часовня полностью сгорела. Тем не менее, экспертиза 2014 года заключила, что воссоздание часовни возможно и целесообразно. Также эксперты предложили наделить статусом достопримечательного места регионального значения кладбищенскую рощу с оградой, находящуюся при часовне.